# Publi Terenci Varró
Publi Terenci Varró (en llatí Publius Terentius Varro) va ser un poeta romà força cèlebre, anomenat Varró Atací per distingir-lo de Varró Reatí, o Marc Terenci Varró. El seu malnom, Atací, derivava d'Atax, el riu de la Gàl·lia Narbonense, prop del qual havia nascut l'any 82 aC. Quan tenia 25 anys es va dedicar a l'estudi de la literatura grega. De la seva vida personal no se'n sap res més.

## Obra
De la seva obra resten considerables fragments encara que alguns són dubtosos per la dificultat de distingir entre els dos Varró, especialment quan només es menciona com a referència el cognom Varro o Terentius Varro.
Algunes obres seves van ser:
- Traducció de l'Argonautica, o Corpus Argonautarum, una traducció lliure i sembla que amb variants de l'obra d'Apol·loni Rodi
- Bellum Sequanicum, un poema heroic en almenys dos llibres sobre la guerra de Juli Cèsar contra Vercingetòrix.
- Chorographia s. Cosmographia, de vegades anomenat Varronis iter, que sembla una descripció geogràfica i astronòmica. L'obra va ser usada per Plini el Vell a la Naturalis Historia.